# Sivert Guttorm Bakken
Sivert Guttorm Bakken (* 18. července 1998 Lillehammer) je norský reprezentant v biatlonu a trojnásobný mistr Evropy.
Ve světovém poháru debutoval v lednu 2021 v Oberhofu, kde po bezchybné střelbě obsadil 24. místo ve sprintu.
Ve své dosavadní kariéře zvítězil ve světovém poháru v jednom individuálním a třech kolektivních závodech.
Jeho profesionálu kariéru přerušily problémy se srdcem, když mu byla diagnostikována myokarditida. Lékař norského biatlonového týmu určil jako pravděpodobnou příčinu vakcínu proti covidu-19. Od května 2022 byl proto nucen vynechat veškeré tréninky. Od března 2022, kdy triumfoval na domácím Holmenkollen v závodě v hromadným startem, nenastoupil až do listopadu 2024 k žádném oficiálnímu závodu.
Jeho přítelkyní je norská biatlonistka Juni Arnekleivová.

## Výsledky

### Mistrovství světa a zimní olympijské hry
| Sezóna  | A   | Místo   | SP          | SZ          | HZ          | IZ          | ŠT          | SŠT         | SZD         | Věk    |
| ------- | --- | ------- | ----------- | ----------- | ----------- | ----------- | ----------- | ----------- | ----------- | ------ |
| 2021/22 | ZOH | Peking  | nestartoval | nestartoval | nestartoval | nestartoval | nestartoval | nestartoval | ×           | 23 let |
| 2022/23 | MS  | Oberhof | nestartoval | nestartoval | nestartoval | nestartoval | nestartoval | nestartoval | nestartoval | 24 let |

Poznámka: Výsledky z mistrovství světa se započítávají do celkového hodnocení světového poháru, výsledky z olympijských her se nezapočítávají.

### Světový pohár
Sezóna 2020/2021
| ČSP              | Místo            | SP            | SZ  | HZ | IZ | ŠT | SŠT | SZD | STŘ |
| ---------------- | ---------------- | ------------- | --- | -- | -- | -- | --- | --- | --- |
| 5.               | Oberhof          | 24.           | 33. | –  | –  | –  | –   | –   |     |
| Celkové umístění | Celkové umístění | 66.           | 70. | –  | –  | –  | –   | –   | –   |
| Celkové umístění | Celkové umístění | 70. (25 bodů) |     |    |    | –  | –   | –   | –   |

Sezóna 2021/2022
| ČSP              | Místo            | SP            | SZ          | HZ          | IZ          | ŠT          | SŠT         | SZD         |
| ---------------- | ---------------- | ------------- | ----------- | ----------- | ----------- | ----------- | ----------- | ----------- |
| 1.               | Östersund        | 8.            | –           | –           | 6.          | –           | –           | –           |
| 2.               | Östersund (2)    | 19.           | 21.         | –           | –           | 1.          | –           | –           |
| 3.               | Hochfilzen       | 36.           | 22.         | –           | –           |             | –           | –           |
| 4.               | Annecy           | 49.           | 20.         | 8.          | –           | –           | –           | –           |
| 5.               | Oberhof          | 25.           | 24.         | –           | –           | –           |             |             |
| 6.               | Ruhpolding       | nestartoval   | nestartoval | nestartoval | nestartoval | nestartoval | nestartoval | nestartoval |
| 7.               | Anterselva       | –             | –           | 5.          | 30.         |             | –           | –           |
| 8.               | Kontiolahti      | 4.            | 7.          | –           | –           | 1.          | –           | –           |
| 9.               | Otepää           | 13.           | –           | 3.          | –           | –           | 1.          |             |
| 10.              | Oslo             | 16.           | 7.          | 1.          | –           | –           | –           | –           |
| Celkové umístění | Celkové umístění | 18.           | 15.         | 1.          | 12.         | 1.          | 1.          | 1.          |
| Celkové umístění | Celkové umístění | 9. (553 bodů) |             |             |             | 1.          | 1.          | 1.          |

Sezóna 2022/2023
nestartoval
Sezóna 2023/2024
nestartoval

## Vítězství v závodech světového poháru a na olympijských hrách

### Individuální
| Č. | sezóna    | datum           | místo                | disciplína                |
| -- | --------- | --------------- | -------------------- | ------------------------- |
| 1. | 2021/2022 | 20. března 2022 | Holmenkollen, Norsko | závod s hromadným startem |

### Kolektivní
| Č. | sezóna    | datum            | místo               | disciplína      |
| -- | --------- | ---------------- | ------------------- | --------------- |
| 1. | 2021/2022 | 4. prosince 2021 | Östersund, Švédsko  | štafeta         |
| 2. | 2021/2022 | 4. března 2022   | Kontiolahti, Finsko | štafeta         |
| 3. | 2021/2022 | 13. března 2022  | Otepää, Estonsko    | smíšená štafeta |